# サクセス (補給艦)
|            |                                       |
| 艦歴       |                                       |
| 起工       | 1980年8月9日                          |
| 進水       | 1984年3月3日                          |
| 就役       | 1986年4月23日                         |
| 退役       | 2019年6月29日                         |
| その後     |                                       |
| 性能諸元   |                                       |
| 満載排水量 | 17,933t                               |
| 全長       | 157.2m                                |
| 全幅       | 21.2m                                 |
| 吃水       | 8.65m                                 |
| 機関       | ディーゼル2基2軸                      |
| 最大速     | 19ノット                              |
| 航続距離   | 約16,000km                            |
| 兵員       | 220名                                 |
| 兵装       | ファランクスCIWS 2基 12.7mm機関銃 4基 |
| 搭載機     | S-61/MRH-90 1機                       |

サクセス (HMAS Success, AOR 304) は、オーストラリア海軍の補給艦である。サプライの後継として建造された。その名を持つ軍艦としては2隻目。フランス海軍の運用するデュランス級補給艦と同型で、オーストラリアで建造されたがこれはオーストラリアで建造された軍艦としては過去最大である。

## 艦歴
「サクセス」は、ニューサウスウェールズ州シドニーにあるコッカトゥー島造船所で1980年8月9日に起工、1984年3月3日進水、1986年4月23日に就役した。
湾岸戦争をはじめ、オーストラリア海軍艦艇の参加する作戦や演習に随伴している。
2006年11月初頭、ライセニア・ガラセ首相に対する軍のクーデターが差し迫ったフィジーに先行して派遣された「FFG 06 ニューカッスル」に続いて、輸送艦「L-51 カニンブラ」と共に派遣された。
2019年6月16日に最後の航海を終え、同年6月29日に退役。後継にはスペイン海軍が運用するカンタブリアをベースとしたサプライ級が充てられる。